# Historia de la informática en la Unión Soviética

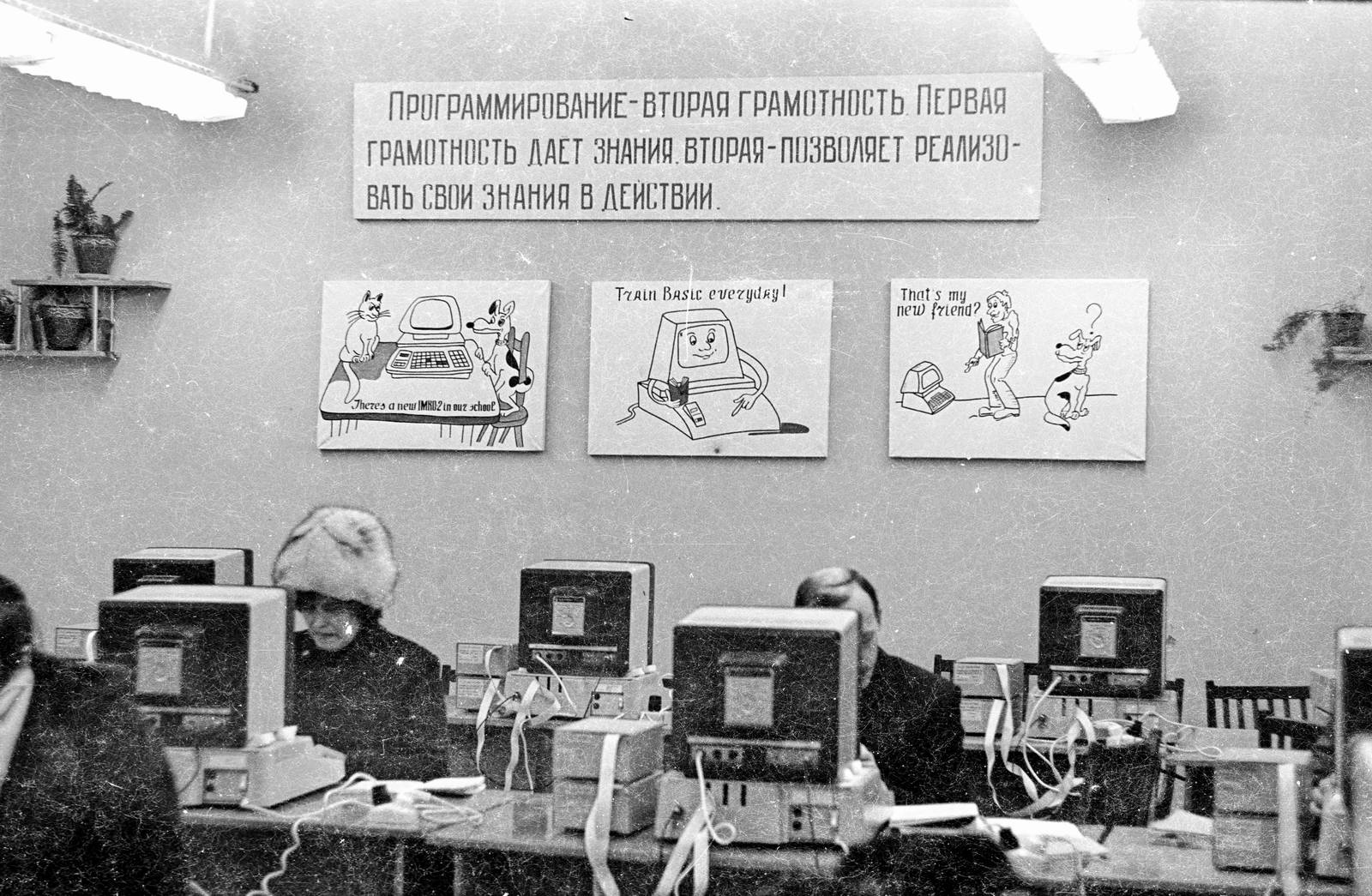
Clase de informática en la Escuela N.º 2 de la aldea de Chkalovski en 1985-1986

La historia de la informática en la Unión Soviética comenzó a finales de la década de 1940, cuando el país empezó a desarrollar su Máquina Electrónica Pequeña de Cálculo (MESM) en el Instituto de Electrotecnología de Kiev en Feofaniya. La oposición ideológica inicial a la cibernética en la Unión Soviética fue superada por una política de la era de Jrushchov que fomentó la producción de computadoras.
A principios de la década de 1970, el trabajo descoordinado de los ministerios gubernamentales competidores dejó a la industria informática soviética en desorden. Debido a la falta de estándares comunes para periféricos y la escasa capacidad de almacenamiento digital, la tecnología de la Unión Soviética quedó significativamente rezagada respecto a la industria de semiconductores de Occidente. El gobierno soviético decidió abandonar el desarrollo de diseños originales de computadoras y fomentó la clonación de sistemas occidentales existentes (por ejemplo, la serie de CPUs 1801 fue descartada en favor de la ISA PDP-11 a principios de la década de 1980).
La industria soviética no pudo producir computadoras en masa con estándares de calidad aceptables y las copias de hardware occidental fabricadas localmente eran poco fiables. A medida que las computadoras personales se extendían a industrias y oficinas en Occidente, el retraso tecnológico de la Unión Soviética aumentó.
Casi todos los fabricantes de computadoras soviéticas cesaron sus operaciones tras la disolución de la Unión Soviética. Algunas empresas que sobrevivieron hasta la década de 1990 utilizaron componentes extranjeros y nunca lograron grandes volúmenes de producción.

## Historia

### Primeros desarrollos
En 1936, una computadora analógica conocida como integrador de agua fue diseñada por Vladimir Lukyanov. Fue la primera computadora del mundo para resolver ecuaciones diferenciales parciales.
La Unión Soviética comenzó a desarrollar computadoras digitales después de la Segunda Guerra Mundial. Una computadora electrónica programable universal fue creada por un equipo de científicos dirigido por Sergey Lebedev en el Instituto de Electrotecnología de Kiev en Feofaniya. La computadora, conocida como MESM (ruso: МЭСМ; Малая Электронно-Счетная Машина, pequeña máquina de calcular electrónica), se puso en funcionamiento en 1950. Algunos autores la describieron como la primera computadora de este tipo en Europa continental, aunque la Zuse Z4 y la sueca BARK la precedieron. Los tubos de vacío del MESM se obtuvieron de fabricantes de radios.
La retórica gubernamental retrataba a la cibernética en la Unión Soviética como un intento capitalista de socavar aún más los derechos de los trabajadores. El periódico semanal soviético «Literaturnaya Gazeta» publicó en 1950 un artículo muy crítico con Norbert Wiener y su libro «Cybernetics: Or Control and Communication in the Animal and the Machine», describiendo a Wiener como uno de los «charlatanes y oscurantistas que los capitalistas sustituyen por verdaderos científicos». Tras la publicación del artículo, su libro fue retirado de las bibliotecas de investigación soviéticas.
La primera computadora a gran escala, la BESM-1, fue ensamblada en Moscú en el Instituto Lebedev de Mecánica de Precisión e Ingeniería Informática. El trabajo soviético en computadoras se hizo público por primera vez en la Conferencia de Darmstadt en 1955.

### Era post-Stalin

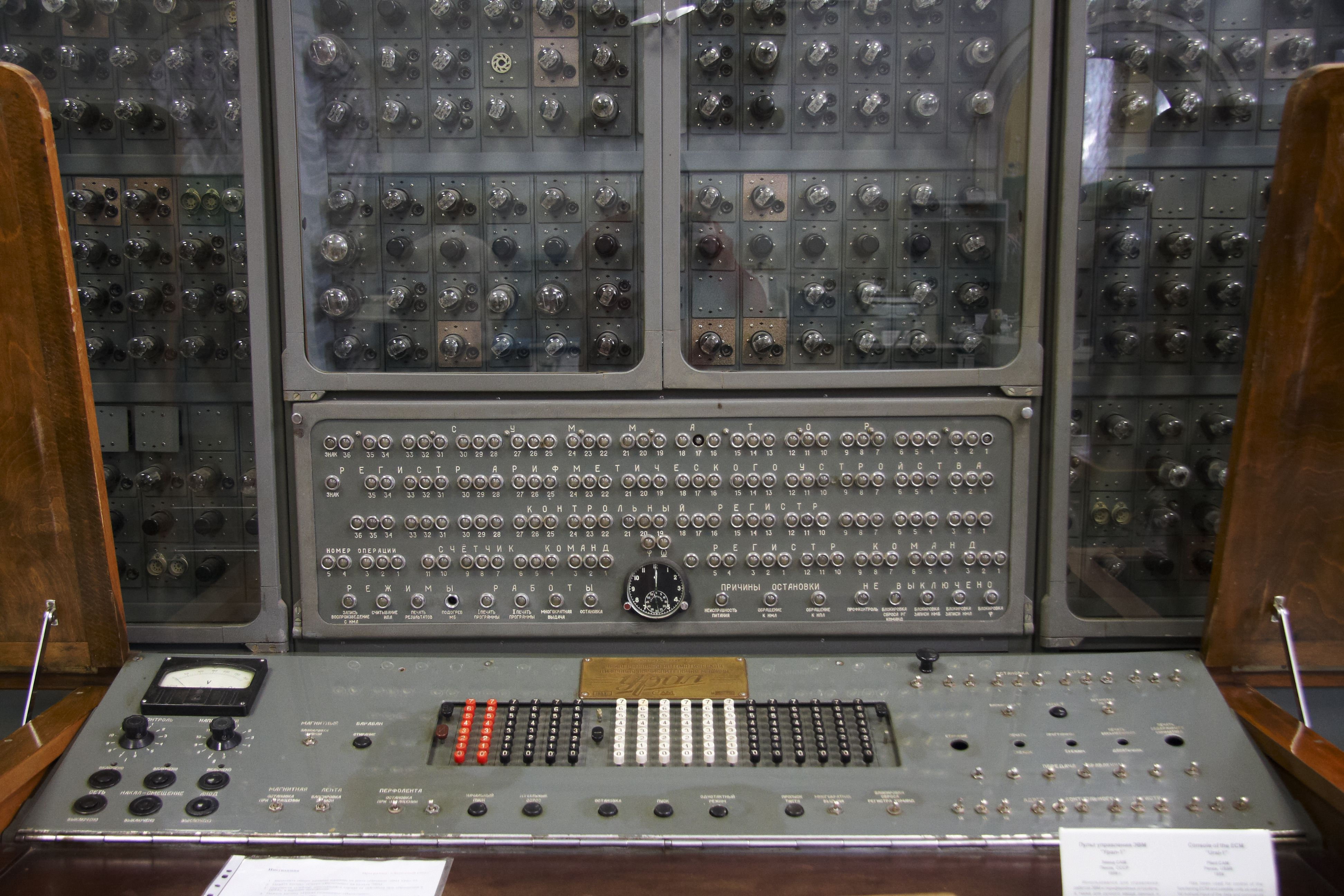
Unidad de control del Ural-1

Al igual que en los Estados Unidos, las primeras computadoras estaban destinadas a cálculos científicos y militares. Los sistemas de procesamiento automático de datos debutaron a mediados de la década de 1950 con los sistemas Minsk y Ural, ambos diseñados por el Ministerio de Tecnología de Radio. El Ministerio de Fabricación de Instrumentos también entró en el campo informático con el sistema ASVT, basado en el PDP-8.
La computadora Strela, puesta en servicio en diciembre de 1956, realizó cálculos para el primer vuelo espacial tripulado de Yuri Gagarin. La Strela fue diseñada por la Oficina de Diseño Especial 245 (SKB-245) del Ministerio de Fabricación de Instrumentos. El diseñador jefe de Strela, Yury Bazilevslky, recibió el título de Héroe del Trabajo Socialista por su trabajo en el proyecto. Setun, una computadora ternaria experimental, fue diseñada y fabricada en 1959.
El Deshielo de Jrushchov relajó las limitaciones ideológicas, y para 1961 el gobierno fomentó la construcción de fábricas de computadoras. Las computadoras Mir-1, Mir-2 y Mir-3 fueron producidas en el Instituto de Cibernética de la Academia de Ciencias de la RSS de Ucrania durante la década de 1960. Victor Glushkov comenzó su trabajo en OGAS, una red informática jerárquica descentralizada en tiempo real, a principios de la década de 1960, pero el proyecto nunca se completó. Las fábricas soviéticas comenzaron a fabricar computadoras de transistores durante los primeros años de la década.
En ese momento, ALGOL era el lenguaje de programación más común en los centros de informática soviéticos. ALGOL 60 se usó con varias variantes nacionales, incluyendo ALGAMS, MALGOL y Alpha. ALGOL siguió siendo el lenguaje más popular para la enseñanza universitaria hasta la década de 1970.
La MINSK-2 fue una computadora digital de estado sólido que entró en producción en 1962, y la Agencia Central de Inteligencia intentó obtener un modelo. La BESM-6, presentada en 1965, tuvo un rendimiento de aproximadamente 800 KIPS en el benchmark Gibson Mix—diez veces mayor que cualquier otra computadora soviética producida en serie de la época, y similar en rendimiento al CDC 3600. Entre 1968 y 1987, se produjeron 355 unidades de BESM-6. Con segmentación de instrucciones, entrelazado de memoria y traducción de direcciones virtuales, la BESM-6 era avanzada para su época; sin embargo, era menos conocida en ese momento que la MESM.
El Ministerio de la Industria Electrónica se estableció en 1965, poniendo fin a la primacía del Ministerio de Tecnología de Radio en la producción de computadoras. Al año siguiente, la Unión Soviética firmó un acuerdo de cooperación con Francia para compartir investigaciones en el campo de la informática después de que Estados Unidos impidiera a Francia comprar un CDC 6600. En 1967, se lanzó el proyecto Sistema Unificado de Computadoras Electrónicas para crear una computadora de propósito general con otros países del Comecon.
La Soyuz 7K-L1 fue la primera nave espacial soviética tripulada con una computadora digital a bordo, la Argon-11S. La construcción de la Argon-11S se completó en 1968 por el Instituto de Investigación Científica de Maquinaria Electrónica. Según Piers Bizony, la falta de potencia de cálculo fue un factor en el fracaso del programa lunar tripulado soviético.

### Industria de semiconductores

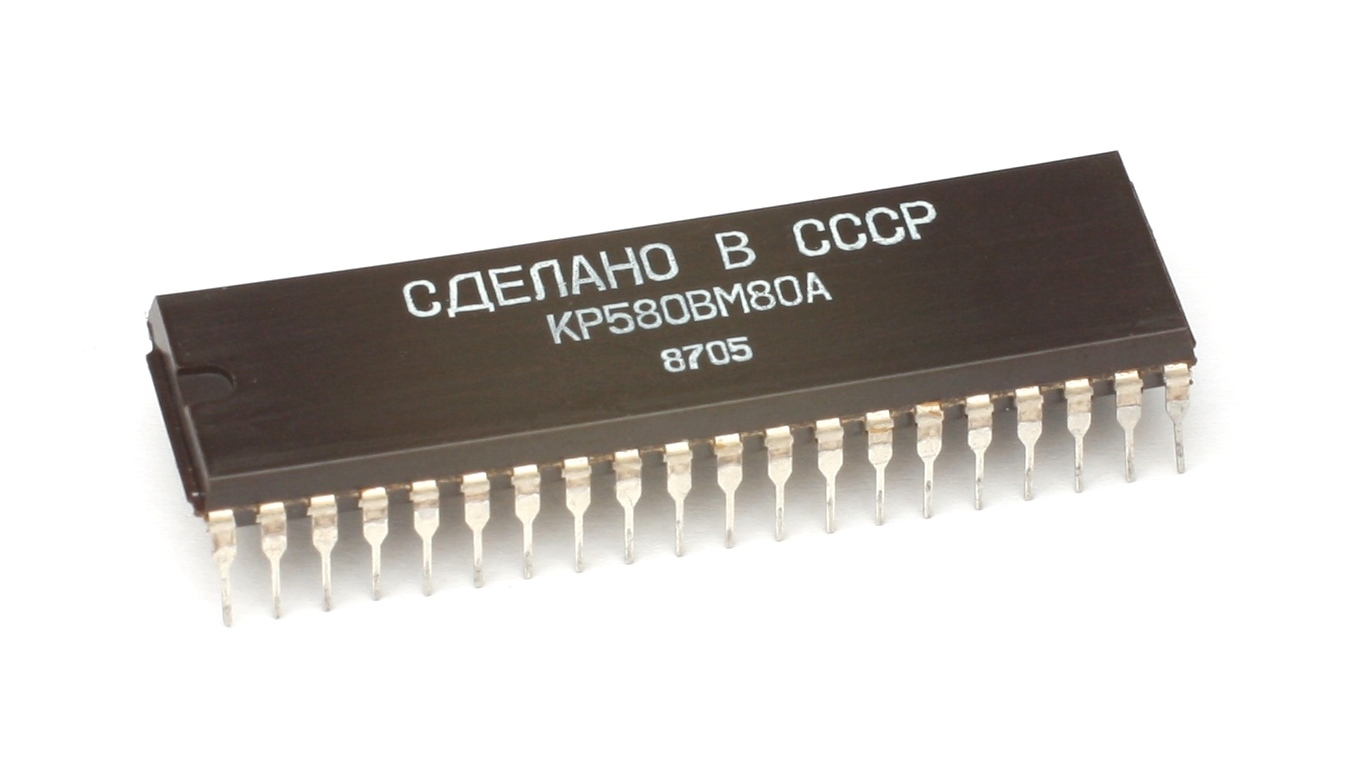
El KR580VM80A, un clon del Intel 8080

Los soviéticos reconocieron las implicaciones estratégicas de los semiconductores ya a finales de la década de 1950, y se establecieron nuevas instalaciones para fabricarlos en ciudades como Leningrado y Riga. Los científicos soviéticos aprovecharon los acuerdos de intercambio estudiantil con EE. UU. para estudiar la tecnología, asistiendo a conferencias de pioneros del campo como William Shockley. El primer circuito integrado soviético se produjo en 1962, bajo la dirección de es.
Joel Barr, un espía soviético nacido en EE. UU. que previamente había infiltrado empresas tecnológicas estadounidenses, presionó con éxito a Jrushchov para construir una nueva ciudad dedicada a la producción de semiconductores. La nueva ciudad recibió el nombre de Zelenograd.
A medida que la industria local de semiconductores comenzó a desarrollarse en la década de 1960, los científicos soviéticos fueron ordenados cada vez más a copiar diseños occidentales (como el Texas Instruments SN-51) sin cambios. En retrospectiva, este enfoque fue poco adecuado para el mundo de rápida evolución de la fabricación de chips, que continuaba cambiando según la Ley de Moore.

### Década de 1970

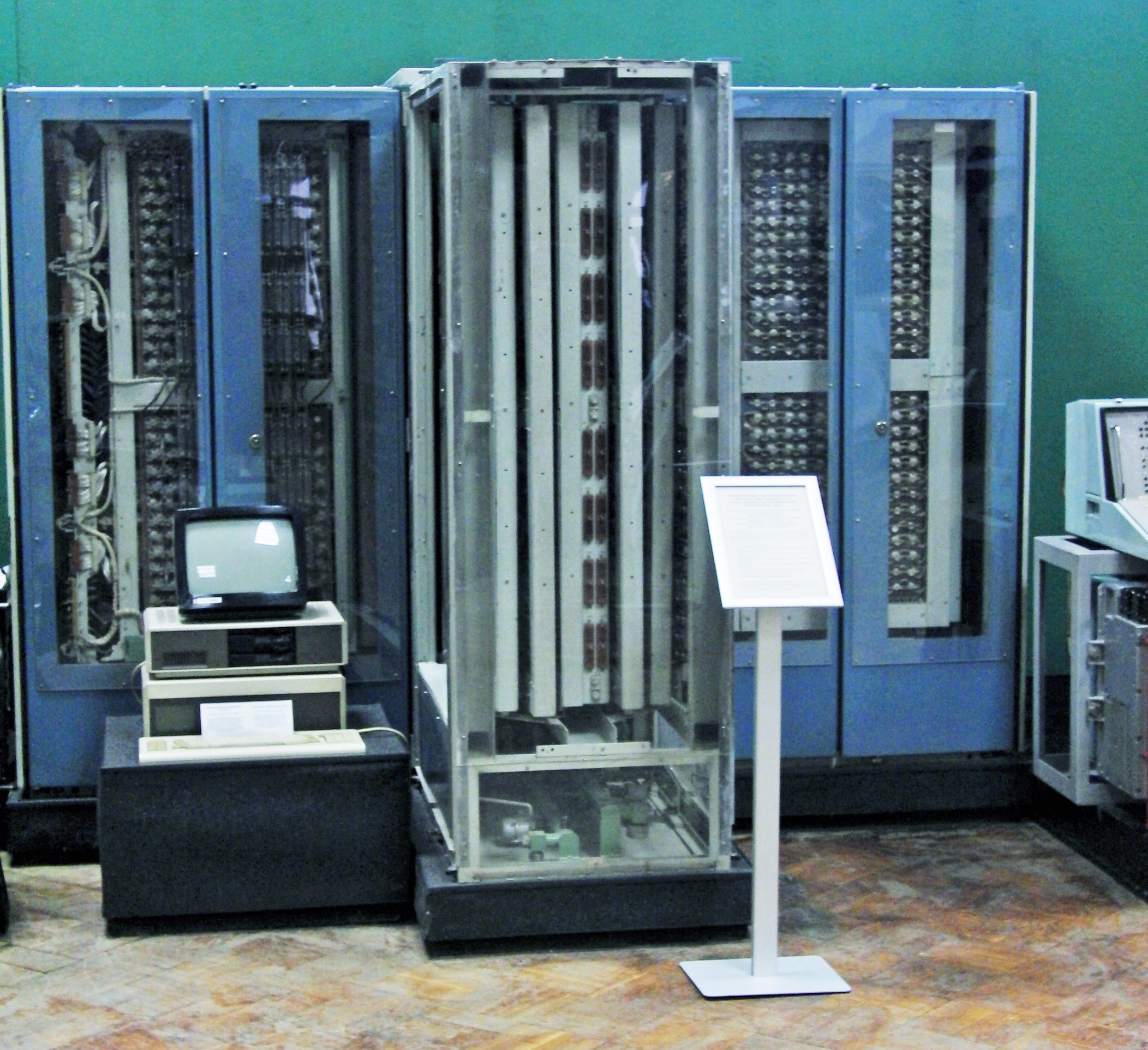
Computadora Elbrus en el Museo Politécnico de Moscú

A principios de la década de 1970, la falta de estándares comunes en periféricos y capacidad digital llevó a un retraso tecnológico significativo respecto a los productores occidentales. Las limitaciones de hardware obligaron a los programadores soviéticos a escribir programas en código máquina hasta principios de la década de 1970. Se esperaba que los usuarios mantuvieran y repararan su propio hardware; las modificaciones locales dificultaban (o imposibilitaban) compartir software, incluso entre máquinas similares.
Según el Noveno plan quinquenal (1971–1975), la producción de computadoras soviéticas aumentaría 2.6 veces hasta un total de 25,000 unidades instaladas para 1975, lo que implica que había unas 7,000 computadoras en uso en 1971. El plan discutía producir en mayores cantidades el circuito integrado-basado Ryad, pero BESM seguía siendo el modelo más común, con ASVT aún raro. Rechazando la opinión de Stalin, el plan preveía usar computadoras para propósitos nacionales como la automatización industrial generalizada, econometría, y una red nacional de planificación centralizada. Algunos expertos como Barry Boehm de RAND y Victor Zorza pensaron que la tecnología soviética podría alcanzar a Occidente con un esfuerzo intensivo como el programa espacial soviético, pero otros como Marshall Goldman creían que esto era improbable sin la competencia capitalista y la retroalimentación de los usuarios, y los fracasos en alcanzar los objetivos de planes anteriores.
El gobierno decidió poner fin al desarrollo original en la industria, fomentando la piratería de sistemas occidentales. Se consideró una opción alternativa, una asociación con la empresa británica International Computers Limited, pero finalmente fue rechazada. El ES EVM mainframe, lanzado en 1971, estaba basado en el sistema IBM/360. La copia fue posible porque, aunque la implementación del sistema IBM/360 estaba protegida por varias patentes, IBM publicó una descripción de la arquitectura del sistema (permitiendo la creación de implementaciones competidoras).
La Academia de Ciencias de la URSS, que había sido un actor importante en el desarrollo informático soviético, no pudo competir con la influencia política de los poderosos ministerios y fue relegada a un rol de monitoreo. La investigación y desarrollo de hardware pasaron a ser responsabilidad de institutos de investigación adjuntos a los ministerios. A principios de la década de 1970, con la tecnología de chips volviéndose cada vez más relevante para aplicaciones de defensa, Zelenograd emergió como el centro de la industria de microprocesadores soviéticos; los diseños de tecnología extranjera se importaban, legalmente o de otra manera.
El Noveno plan quinquenal aprobó una versión reducida del anterior proyecto OGAS, y la red EGSVT, que debía conectar los niveles superiores de los departamentos de planificación y administraciones. La mala calidad de los sistemas telefónicos soviéticos impedía la transmisión y el acceso remoto de datos. El sistema telefónico apenas era adecuado para la comunicación de voz, y un investigador occidental consideró improbable que pudiera mejorarse significativamente antes de finales del siglo XX.
En 1973, Lebedev dejó su cargo como director del Instituto de Mecánica de Precisión e Ingeniería Informática. Fue reemplazado por Vsevolod Burtsev, quien promovió el desarrollo de la serie de computadoras Elbrus.
En el espíritu del deshielo, en 1974 la administración Nixon decidió relajar las restricciones de exportación de hardware informático y elevó la potencia de cálculo permitida a 32 millones de bits por segundo. En 1975, la Unión Soviética encargó a IBM el suministro de computadoras de control de procesos y gestión para su nueva planta de camiones Kamaz. También se compraron sistemas IBM para Intourist con el fin de establecer un sistema de reservas informático antes de los Juegos Olímpicos de Verano de 1980.

### Principios de la década de 1980

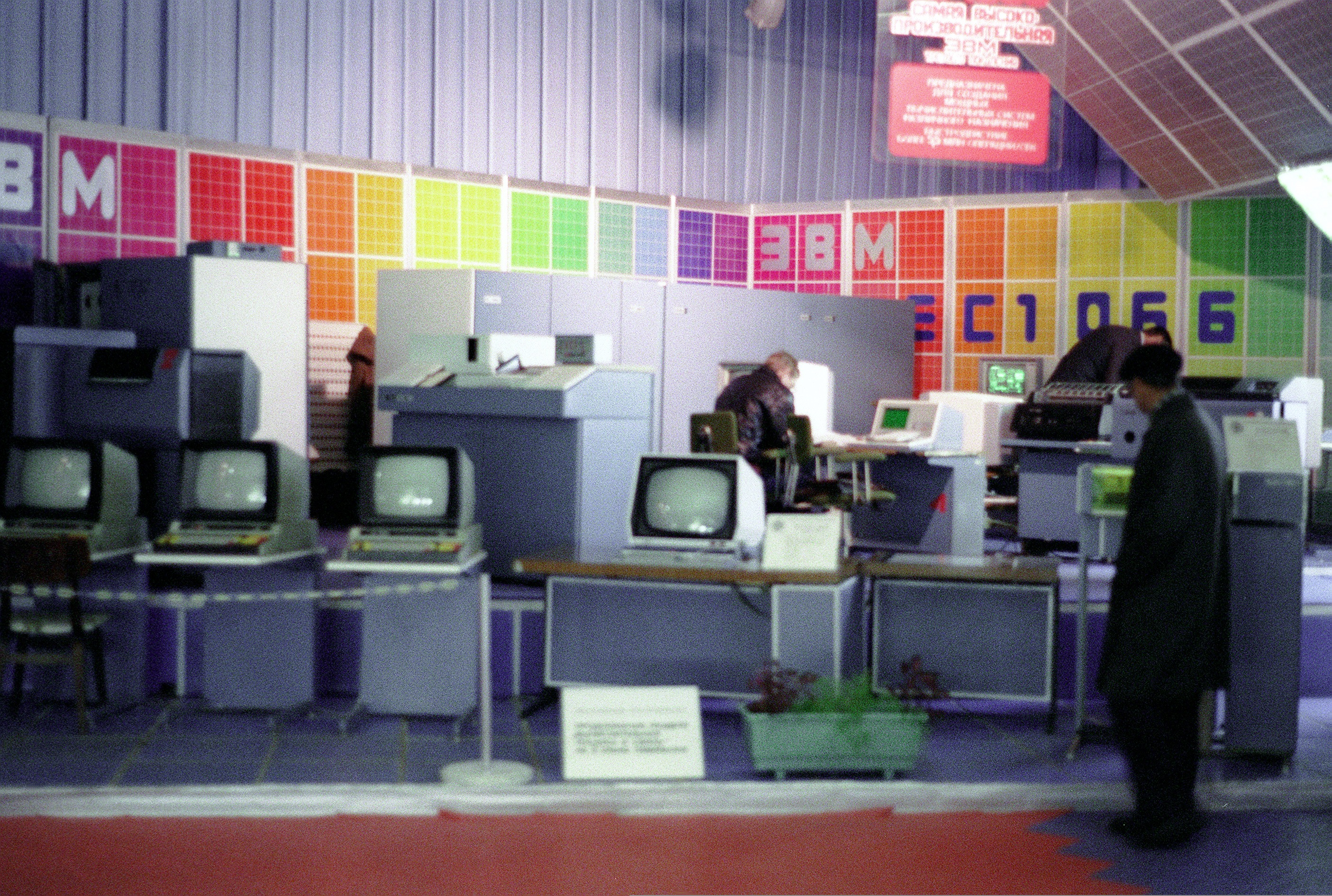
Computadoras soviéticas en 1985

La industria informática soviética continuó estancada durante la década de 1980. A medida que las computadoras personales se extendían a oficinas e industrias en los Estados Unidos y la mayoría de los países occidentales, la Unión Soviética no logró seguir el ritmo. Para 1989, había más de 200,000 computadoras en el país. En 1984, la Unión Soviética tenía alrededor de 300,000 programadores capacitados, pero no contaban con suficiente equipo para ser productivos.
Aunque el Ministerio de Tecnología de Radio era el principal fabricante de computadoras soviéticas para 1980, los líderes del ministerio veían el desarrollo de una computadora personal prototípica con profundo escepticismo y pensaban que una computadora nunca podría ser personal. Al año siguiente, cuando el gobierno soviético adoptó una resolución para desarrollar tecnología de microprocesadores, la actitud del ministerio cambió.
La propagación de sistemas informáticos en las empresas soviéticas fue igualmente lenta, con un tercio de las plantas soviéticas con más de 500 trabajadores teniendo acceso a una computadora central en 1984 (en comparación con casi el 100 por ciento en los Estados Unidos). El éxito de los gerentes soviéticos se medía por el grado en que cumplían los objetivos del plan, y las computadoras dificultaban la alteración de los cálculos contables para alcanzar artificialmente los objetivos; las empresas con sistemas informáticos parecían tener un peor rendimiento que las que no los tenían.
El movimiento de aficionados a la informática surgió en la Unión Soviética a principios de la década de 1980, basándose en una larga historia de pasatiempos de radio y electricidad. En 1978, tres empleados del Instituto de Construcción de Máquinas Electrónicas de Moscú construyeron un prototipo de computadora basado en el nuevo microprocesador KR580IK80 y lo nombraron Micro-80. Tras no lograr interés por parte de los ministerios, publicaron esquemáticos en la revista «Radio» y lo convirtieron en la primera computadora soviética de bricolaje. La iniciativa fue exitosa (aunque los chips necesarios solo podían comprarse en el mercado negro), lo que llevó a la Radio-86RK y varios otros proyectos de computadoras.
La piratería era especialmente común en la industria del software, donde las copias de aplicaciones occidentales eran generalizadas. Las agencias de inteligencia estadounidenses, al enterarse de los esfuerzos de piratería soviética, colocaron errores en el software copiado que causaron fallos catastróficos posteriores en sistemas industriales. Uno de estos errores causó una explosión en un gasoducto siberiano en 1982, después de que los ajustes de bombas y válvulas produjeran presiones muy superiores a la tolerancia de las juntas y soldaduras de los conductos. La explosión no causó víctimas, pero provocó un daño económico significativo.
En julio de 1984, las sanciones de COCOM que prohibían la exportación de varias computadoras de escritorio comunes a la Unión Soviética fueron levantadas; al mismo tiempo, la venta de computadoras grandes fue aún más restringida. En 1985, la Unión Soviética compró más de 10,000 computadoras MSX de Nippon Gakki.
El estado de la informática científica era particularmente atrasado, con la CIA comentando que «para los soviéticos, la adquisición de una sola supercomputadora occidental daría un aumento del 10% al 100% en la potencia de cálculo científica total».

### Perestroika

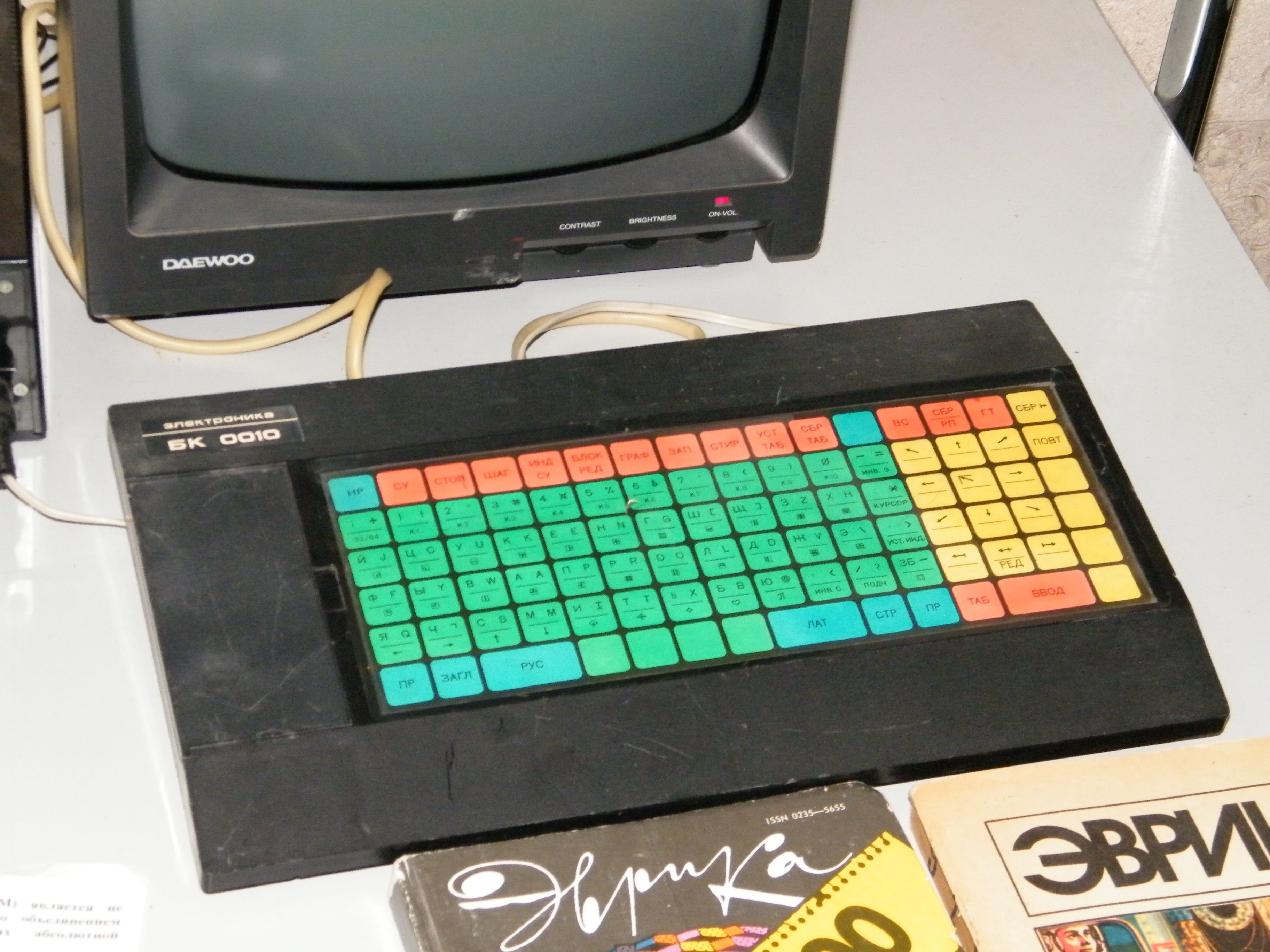
La BK-0010, la computadora doméstica soviética más producida

Un programa para expandir la alfabetización informática en las escuelas soviéticas fue una de las primeras iniciativas anunciadas por Mijaíl Gorbachov después de asumir el poder en 1985. Ese año, la Elektronika BK-0010 fue la primera computadora personal soviética de uso común en escuelas y como producto de consumo. Fue la única computadora personal soviética fabricada en más de unos pocos miles de unidades.
El 12.º plan quinquenal exigió la producción de más de un millón de computadoras personales y 10 millones de disquetes. Entre 1986 y 1988, las escuelas soviéticas recibieron 87,808 computadoras de un plan de 111,000. Alrededor de 60,000 eran BK-0010, como parte de los sistemas de instalaciones informáticas KUVT-86.
Aunque las copias de hardware soviético estaban algo atrasadas en rendimiento respecto a sus contrapartes occidentales, su principal problema era la generalmente baja fiabilidad. La Agat, un clon de Apple II, era particularmente propensa a fallos; los discos leídos por un sistema podían ser ilegibles por otros. Una edición de agosto de 1985 de «Pravda» informó: «Hay quejas sobre la calidad y fiabilidad de las computadoras». La Agat fue finalmente descontinuada debido a problemas con el suministro de componentes, como las unidades de disco.
La Vector-06C, lanzada en 1986, fue notable por su capacidad gráfica relativamente avanzada. La Vector podía mostrar hasta 256 colores cuando la BK-0010 solo tenía cuatro colores codificados, sin paletas.
En 1987, se supo que Kongsberg Gruppen y Toshiba habían vendido fresadoras CNC a la Unión Soviética en lo que se conoció como el escándalo Toshiba-Kongsberg. El presidente de Toshiba renunció, y la compañía fue amenazada con una prohibición de cinco años en el mercado estadounidense.
La aprobación de la Ley de Cooperativas en mayo de 1988 llevó a una rápida proliferación de empresas que comerciaban con computadoras y componentes de hardware. Muchas cooperativas de software se establecieron, empleando hasta una quinta parte de todos los programadores soviéticos para 1988. La cooperativa «Tekhnika», creada por Artyom Tarasov, logró vender su propio software a agencias estatales, incluyendo Gossnab.
Las computadoras soviéticas compatibles con IBM fueron introducidas a finales de la década de 1980, pero su costo las ponía fuera del alcance de los hogares soviéticos. La Poisk, lanzada en 1989, fue la computadora soviética compatible con IBM más común. Debido a dificultades de producción, ningún modelo de computadora personal fue nunca producido en masa.
A medida que los embargos tecnológicos occidentales se relajaban durante la era tardía de la perestroika, los soviéticos adoptaron cada vez más sistemas extranjeros. En 1989, el Instituto de Tecnología Térmica de Moscú adquirió entre 70 y 100 sistemas IBM XT-AT con microprocesadores 8086. La mala calidad de la fabricación nacional llevó al país a importar más de 50,000 computadoras personales desde Taiwán en 1989.
Se firmaron acuerdos de importación cada vez más grandes con fabricantes occidentales, pero, a medida que la economía soviética se desmoronaba, las empresas luchaban por obtener divisas fuertes para pagarlos, y los acuerdos fueron pospuestos o cancelados. Control Data Corporation al parecer acordó intercambiar computadoras por tarjetas navideñas soviéticas.
Los grupos de derechos humanos en Occidente presionaron al gobierno soviético para que otorgara visados de salida a todos los expertos en informática que desearan emigrar. Las autoridades soviéticas finalmente cumplieron, lo que llevó a una pérdida masiva de talento en el campo de la informática.

## Años 1990 y legado
En agosto de 1990, se estableció RELCOM, una red informática UUCP que operaba a través de líneas telefónicas. La red se conectó a EUnet a través de Helsinki, permitiendo el acceso a Usenet. A finales de 1991, contaba con aproximadamente 20 000 usuarios. En septiembre de 1990, se creó el dominio .su.
A principios de 1991, la Unión Soviética estaba al borde del colapso; los pedidos de adquisición fueron cancelados «en masa», y los productos a medio terminar de las fábricas de computadoras fueron desechados, ya que la ruptura del sistema de suministro centralizado hizo imposible completarlos. La gran Fábrica de Computadoras de Minsk intentó sobrevivir a las nuevas condiciones pasando a la producción de lámparas de araña. Las restricciones a la exportación de equipos informáticos civiles por parte de Occidente fueron levantadas en mayo de 1991. Aunque esto permitió técnicamente a los soviéticos exportar computadoras a Occidente, su retraso tecnológico les impidió encontrar un mercado allí. Las noticias del Intento de golpe de Estado en la Unión Soviética de 1991 de agosto de 1991 se difundieron a través de los grupos de Usenet mediante Relcom.
Con la Disolución de la Unión Soviética, muchos destacados desarrolladores e ingenieros informáticos soviéticos, incluido el futuro arquitecto de procesadores de Intel, Vladimir Pentkovski, emigraron al extranjero. Las grandes empresas y fábricas que producían computadoras para el ejército soviético dejaron de existir. Las computadoras fabricadas en los países postsoviéticos durante los primeros años de la década de 1990 se ensamblaron casi exclusivamente con componentes extranjeros.
Las computadoras soviéticas siguieron siendo de uso común en Rusia hasta mediados de la década de 1990. El mercado de computadoras personales en la Rusia postsoviética estuvo inicialmente dominado por marcas extranjeras como Acer e IBM, que exportaban computadoras a Rusia desde instalaciones de fabricación en el extranjero. A partir de mediados de la década de 1990, las empresas informáticas rusas comenzaron a ganar rápidamente cuota de mercado frente a las importaciones. Para 1996, las computadoras ensambladas localmente representaban aproximadamente dos tercios de las ventas unitarias en Rusia.
La arquitectura VLIW de Elbrus, introducida en el microprocesador Elbrus 2000 lanzado en 2001, tiene sus raíces en las investigaciones soviéticas iniciales sobre VLIW.

## Sanciones occidentales
Dado que las computadoras eran consideradas bienes estratégicos por los Estados Unidos, su venta por parte de países occidentales generalmente no estaba permitida sin un permiso especial. Como resultado del embargo del CoCom, las empresas de los países del Bloque del Oeste no podían exportar computadoras a la Unión Soviética (ni darles mantenimiento) sin una licencia especial.
Incluso cuando las ventas no estaban prohibidas por las políticas de CoCom, el gobierno de los Estados Unidos podría solicitar a los países de Europa Occidental que se abstuvieran de exportar computadoras por motivos de política exterior, como protestar por el arresto de disidentes soviéticos. Las ventas de software no estaban reguladas tan estrictamente, ya que los responsables políticos occidentales reconocían que el software podía copiarse (o introducirse de contrabando) con mucha más facilidad.

## Evaluación
Los diseños de software y hardware informático soviéticos a menudo estaban a la par con los occidentales, pero la incapacidad persistente del país para mejorar la calidad de fabricación significó que no podía hacer un uso práctico de los avances teóricos. El control de calidad, en particular, fue una debilidad importante de la industria informática soviética.
La decisión de abandonar el desarrollo original a principios de la década de 1970, en lugar de cerrar la brecha con la tecnología occidental, se considera otro factor que causó que la industria informática soviética se retrasara aún más. Según Vlad Strukov, esta decisión destruyó la industria informática autóctona del país. La industria del software siguió un camino similar, con los programadores soviéticos centrándose en duplicar sistemas operativos occidentales (incluidos DOS/360 y CP/M). Según Boris Babayan, esta decisión fue costosa en términos de tiempo y recursos; los científicos soviéticos tuvieron que estudiar software occidental obsoleto y luego reescribirlo, a menudo en su totalidad, para que funcionara con equipos soviéticos.
Valery Shilov consideró esta visión subjetiva y nostálgica. Rechazando la noción de una «edad de oro» del hardware informático soviético, argumentó que, salvo por algunos logros de clase mundial, los ordenadores soviéticos siempre estuvieron muy por detrás de sus equivalentes occidentales (incluso antes del clonado a gran escala). Los fabricantes de ordenadores en países como Japón también basaron sus primeros ordenadores en diseños occidentales, pero tuvieron acceso sin restricciones a la tecnología y equipos de fabricación extranjeros. Centraron su producción en el mercado de consumo en lugar de aplicaciones militares, lo que les permitió alcanzar mejores economías de escala. A diferencia de los fabricantes soviéticos, adquirieron experiencia en la comercialización de sus productos para consumidores.
La piratería de software occidental como WordStar, SuperCalc y dBase era endémica en la Unión Soviética, una situación atribuida a la incapacidad de la industria de software doméstica para satisfacer la demanda de aplicaciones de alta calidad. El software no se compartía tan comúnmente ni fácilmente como en Occidente, dejando a los usuarios científicos soviéticos altamente dependientes de las aplicaciones disponibles en sus instituciones. El Comité Estatal de Informática e Informática estimó que de los 700 000 programas informáticos desarrollados hasta 1986, solo 8000 habían sido registrados oficialmente, y solo 500 se consideraron lo suficientemente buenos para ser distribuidos como sistemas de producción. Según los investigadores del Instituto Hudson, Richard W. Judy y Robert W. Clough, la situación en la industria del software soviético era tal que «no merece ser llamada industria».
La Unión Soviética, a diferencia de los países industrializados contemporáneos como Taiwán y Corea del Sur, no estableció una industria informática sostenible. Robert W. Strayer atribuyó este fracaso a las deficiencias de la economía planificada soviética, donde los ministerios monopolísticos controlaban de cerca las actividades de las fábricas y empresas. Tres ministerios gubernamentales (el Ministerio de Fabricación de Instrumentos, el Ministerio de la Industria Radiofónica y el Ministerio de la Industria Electrónica) eran responsables del desarrollo y fabricación de hardware informático. Tenían recursos escasos y responsabilidades superpuestas. En lugar de compartir recursos y desarrollo, estaban enzarzados en conflictos y rivalidades, compitiendo por dinero e influencia.
La academia soviética aún hizo contribuciones notables a la informática, como el artículo de Leonid Khachiyan, «Polynomial Algorithms in Linear Programming». El Elbrus-1, desarrollado en 1978, implementó un procesador de doble emisión fuera de orden con renombramiento de registros y ejecución especulativa; según Keith Diefendorff, esto estaba casi 15 años por delante de los procesadores superscalar occidentales.

## Cronología
- Noviembre de 1950 – MESM, la primera computadora electrónica universalmente programable en la Unión Soviética, entra en funcionamiento.[99]
- 1959 – Setun, una computadora experimental ternaria, es diseñada y fabricada.[16]
- 1965 – se establece el Ministerio de la Industria Electrónica, poniendo fin a la primacía del Ministerio de Tecnología Radiofónica en la producción de computadoras.[12]
- 1971 – se lanza el mainframe ES EVM, basado en el sistema IBM/360.[4]
- 1974 – se establece NPO Tsentrprogrammsistem (Центрпрограммсистем) bajo el Ministerio de Fabricación de Instrumentos para actuar como fondo centralizado y distribuidor de software.[100]
- Noviembre de 1975 – el Comité Estatal de Invenciones y Descubrimientos dictamina que los programas informáticos no son elegibles para protección bajo la Ley de Invenciones soviética.[101]
- 1982 – la máquina de ajedrez Belle es confiscada por el Servicio de Aduanas de los Estados Unidos antes de que pueda llegar a una exposición de ajedrez en Moscú porque pensaron que podría ser útil para el ejército soviético.[102]
- 1984 – el popular videojuego Tetris es inventado por Alexey Pajitnov.[103]
- Agosto de 1988 – se detecta el primer virus informático de la Unión Soviética, conocido como DOS-62, en el Instituto de Sistemas de Programas de la Academia de Ciencias de la URSS.[104]
- Agosto de 1990 – se establece RELCOM (una red informática UUCP que funciona en líneas telefónicas).[75]
- Diciembre de 1991 – la Unión Soviética se disuelve.[105]